# Jigsaw (2017)
Jigsaw is een Amerikaanse thriller-horrorfilm uit 2017. De film is het achtste deel uit de Saw-filmreeks en werd geregisseerd door Michael Spierig en Peter Spierig.

## Verhaal
In de stad worden op diverse plekken lijken aangetroffen, die elk op een verschrikkelijke wijze zijn verminkt. De werkwijze en het onderzoek van de politie wijzen allemaal in de richting van één dader: John Kramer, beter bekend als Jigsaw. Echter het probleem is dat Jigsaw al jaren geleden is overleden.
Rechercheurs Halloran en Hunt onderzoeken de zaak en komen uiteindelijk tot een schokkende conclusie.

## Rolverdeling
| Acteur                | Personage            |
| --------------------- | -------------------- |
| Tobin Bell            | John Kramer / Jigsaw |
| Matt Passmore         | Logan Nelson         |
| Callum Keith Rennie   | Detective Halloran   |
| Hannah Emily Anderson | Eleanor Bonneville   |
| Clé Bennett           | Detective Keith Hunt |
| Laura Vandervoort     | Anna                 |
| Paul Braunstein       | Ryan                 |
| Mandela Van Peebles   | Mitch                |
| Brittany Allen        | Carly                |
| Edward Ruttle         | Matt                 |
| Josiah Black          | Edgar Munsen         |

## Ontvangst
Jigsaw werd uitgebracht op 25 oktober 2017 en werd door het publiek gemengd ontvangen. Op Rotten Tomatoes heeft de film een score van 10% op basis van 82 beoordelingen. Metacritic komt op een score van 27/100, gebaseerd op 17 beoordelingen.